# إنسانية مسيحية

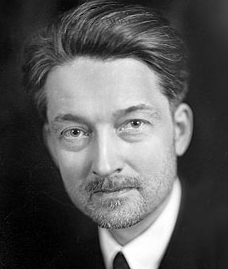

تؤكد الإنسانية المسيحية على إنسانية يسوع من خلال تعاليمه الاجتماعية وميله لتجميع الروحانيَّة البشرية والمادية. خصوصًا التي تتعلق بالمبادئ الإنسانية مثل كرامة الإنسان العالميَّة ّوحرية الفرد وسيادة السعادة البشرية باعتبارها عناصر أساسية ورئيسية لحقوق الإنسان، والتي يشكل أو بأخر تتوافق مع تعاليم يسوع. المسيحيَّة الإنسانية يمكن أن ينظر إليها باعتبارها اتحادًا لفلسفة وللأخلاق المسيحية والمبادئ الإنسانية.